# Voisin

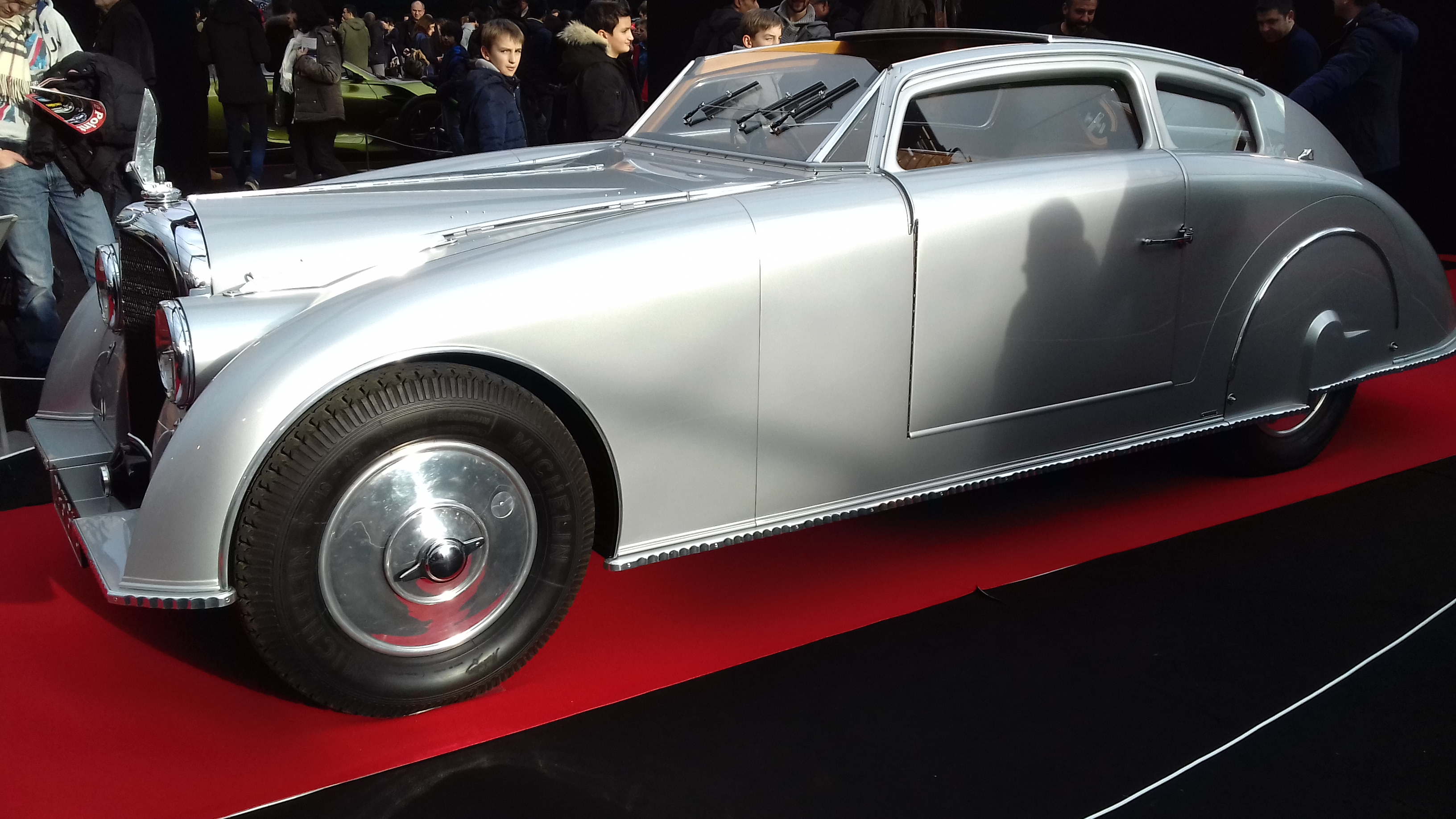
Voisin C28 Aérosport

SA de Aéroplanes G. Voisin var en fransk flygplans- och biltillverkare som byggde bilar i Issy-les-Moulineaux mellan 1919 och 1939.

## Historia
Gabriel Voisin var en av flygets pionjärer. När efterfrågan på flygplan minskade efter första världskriget började han bygga bilar istället. Voisin var en färgstark personlighet och det påverkade även hans konstruktioner. Alla Gabriel Voisins bilar hade motorer med slidventiler, även sedan dessa övergivits av andra tillverkare. Med erfarenheterna av flygplanstillverkningen strävade han efter att reducera vikten. Detta resulterade i lätta karosser, byggda i trä och aluminium efter eget patent. Nackdelen var att bilarna uppfattades som så fula att det hämmade försäljningen. Därför såldes även Weymann-karosser i pegamoid. Voisin fascinerades av mångcylindriga motorer, vars flexibilitet minskade behovet av växlingar. Företaget byggde sin första V12-motor redan 1921. Senare infördes Cotal-växellåda som underlättade växlingarna.
Gabriel Voisin sålde sitt företag i mitten av 1930-talet och hade ingenting att göra med märkets sista modell. Denna presenterades 1937 och hade motor från Graham-Paige.

## Bildgalleri

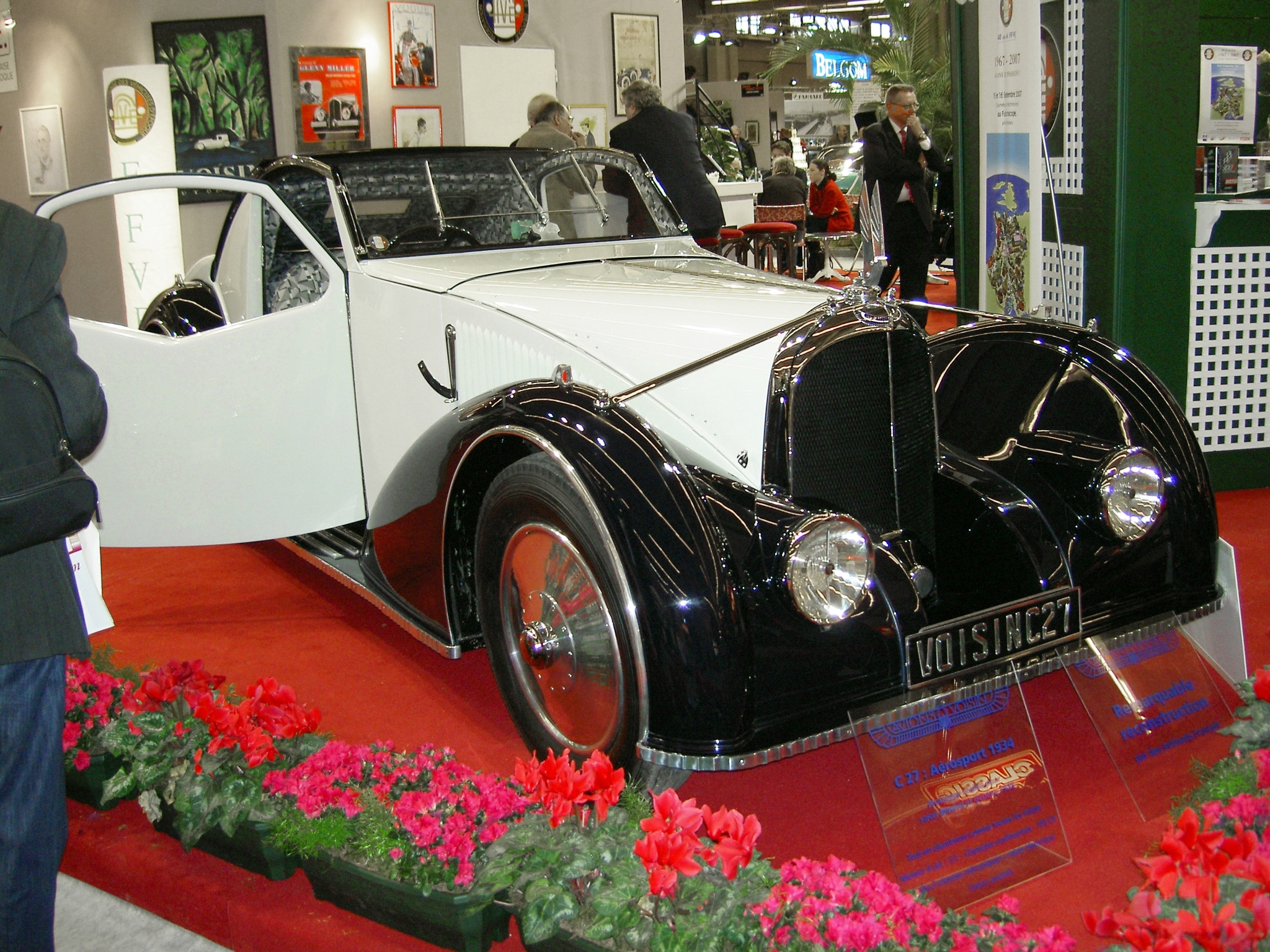
Voisin C27 Aerosport 1934
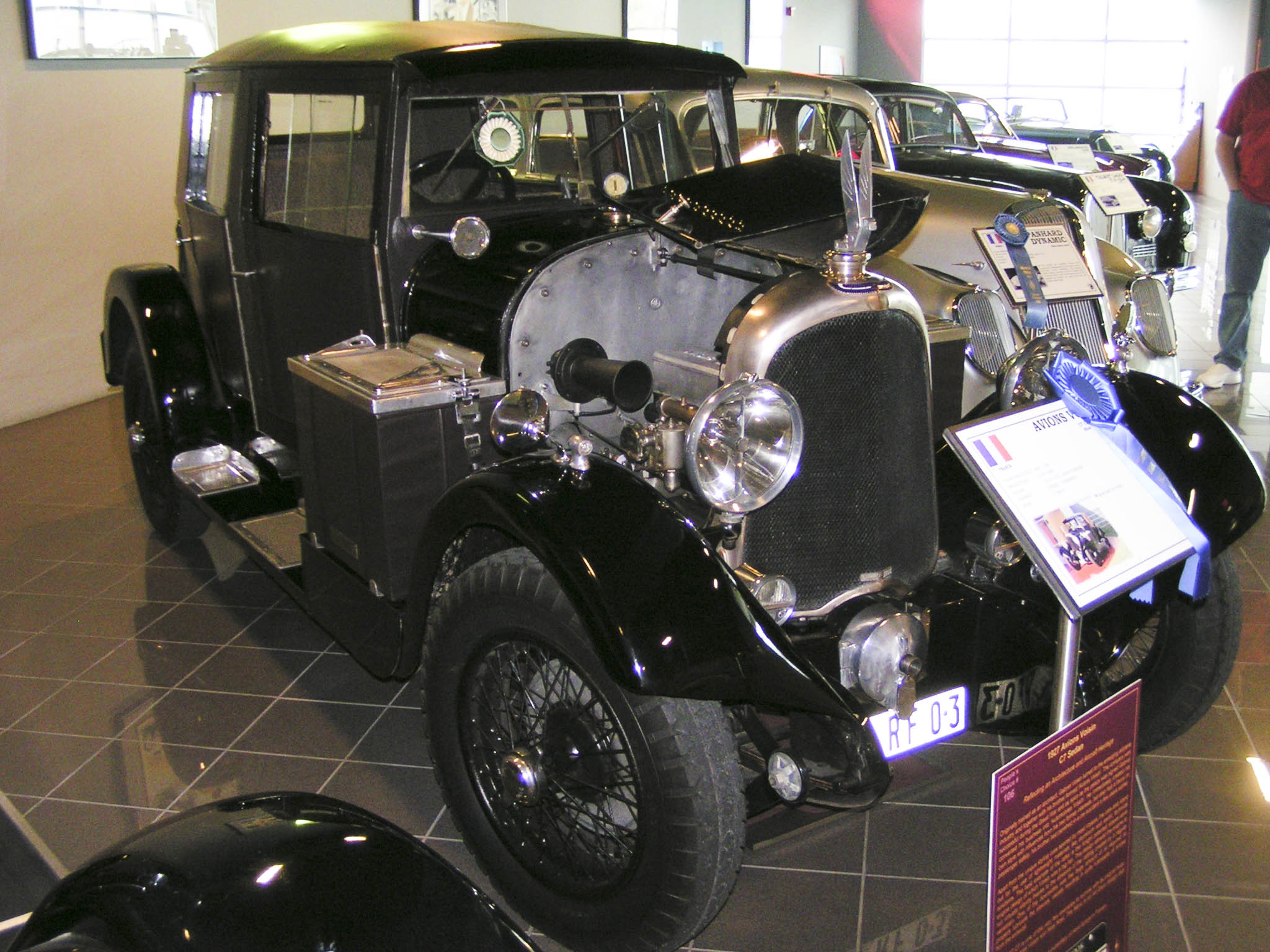
Voisin C7 Avions 1927
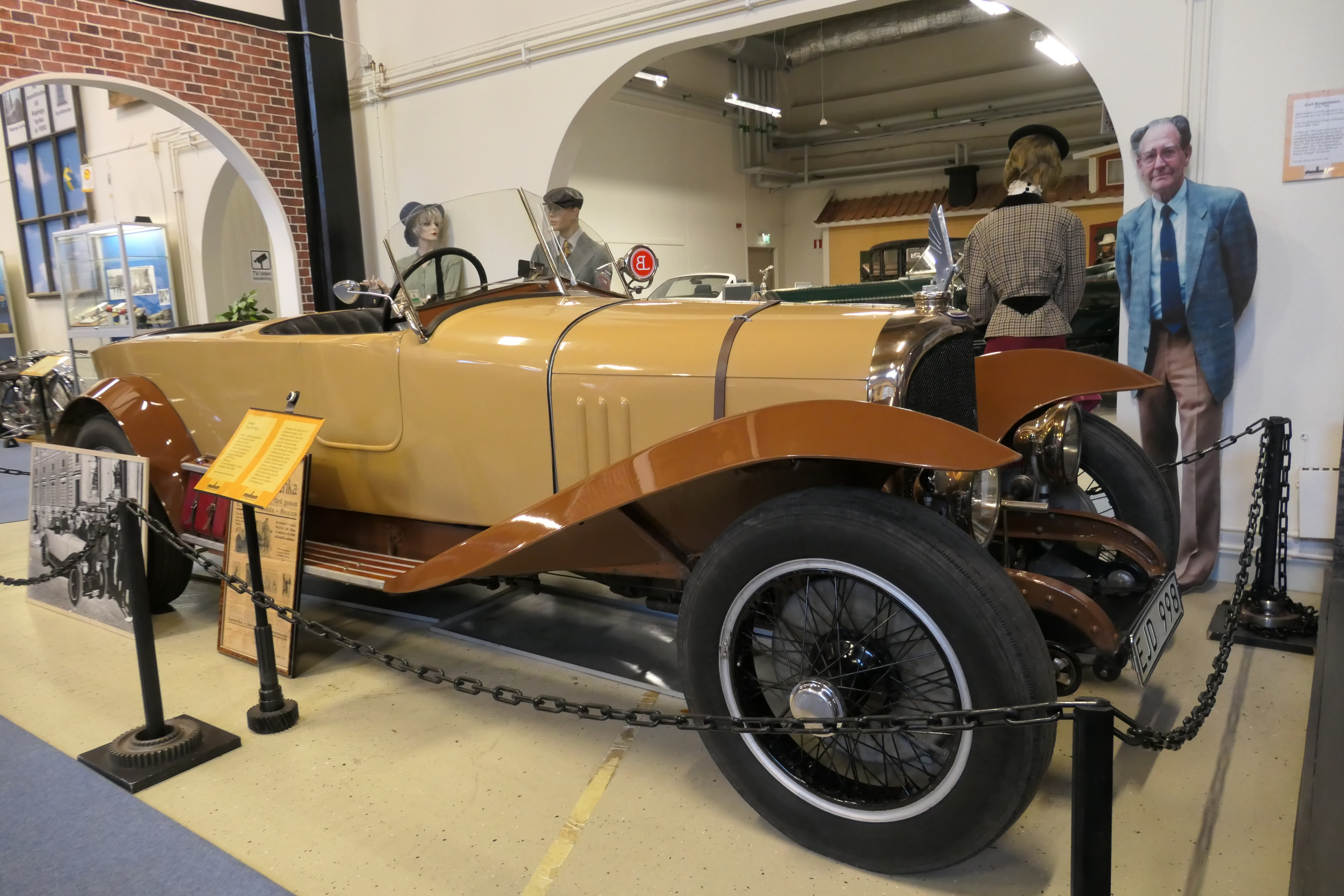
Voisin C5 1924 i Bil- och Teknikhistoriska Samlingarna i Köping
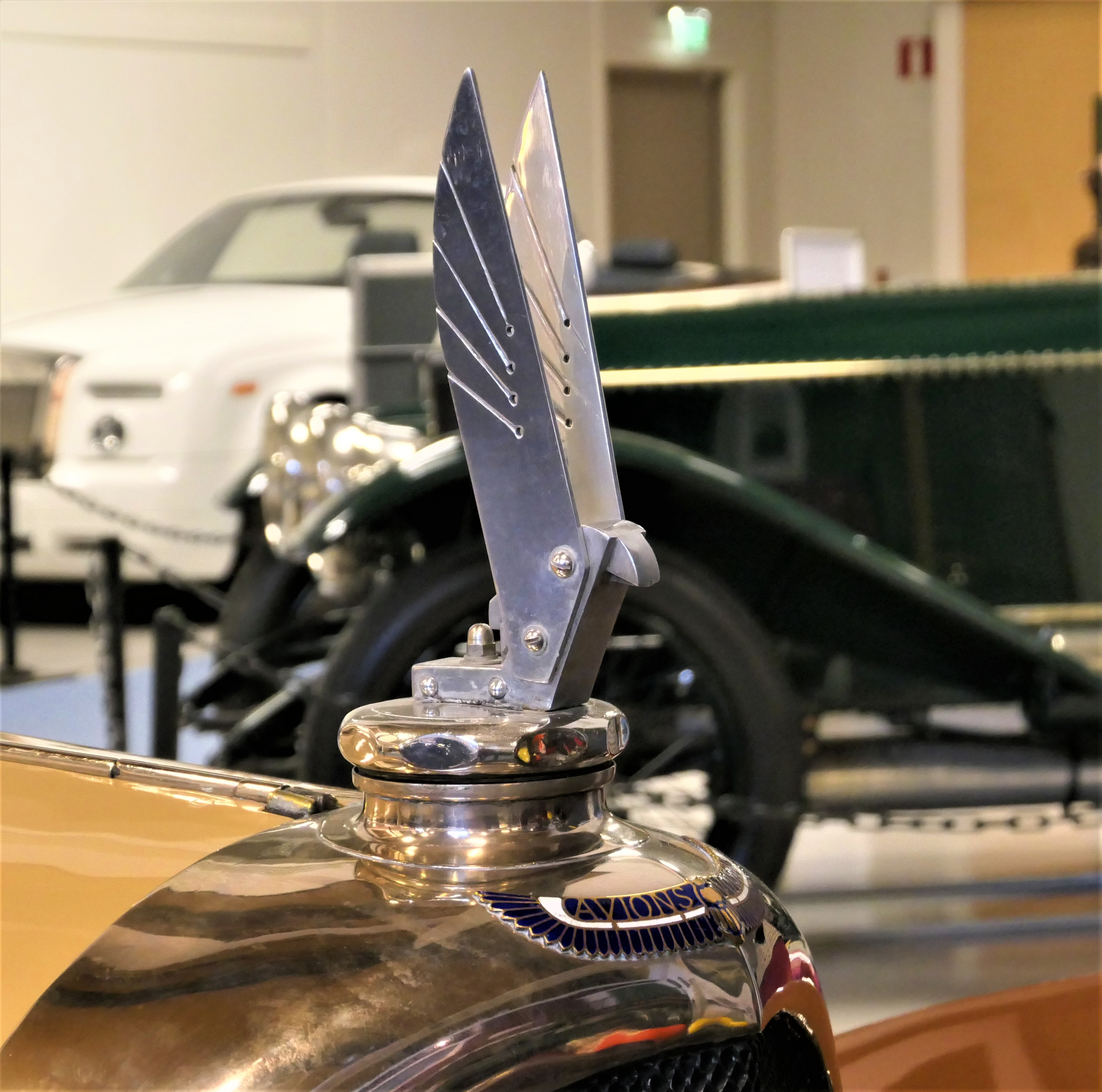
Voisin kylarprydnad